# Нападение на турецкое посольство в Лиссабоне
Нападение на турецкое посольство в Лиссабоне — теракт, произошедший в г. Лиссабон, (Португалия) 27 июля 1983 года. Нападение привело к гибели 7-ми человек, в том числе всех участников акции.

## Предыстория
Участники АРА въехали в страну через лиссабонский аэропорт Портела как туристы, имея при себе ливанские паспорта. Они зарезервировали номера в гостинице посредством публичного телекса в Бейруте и арендовали 3 автомобиля в Лиссабоне.
По свидетельствам очевидцев, они прибыли около 10:30 утра на двух автомобилях Форд-Эскорт, из которых один (красный) остановился перед посольством, а другой (белый) заехал на стоянку. Автомобиль вызвал подозрения португальского полицейского, так как днём ранее два человека, приехавших в этом автомобиле, сказали охраннику посла, что им нужны визы, однако немедленно уехали, когда их попросили предъявить паспорта.
После этого происшествия посольство Турции запросило португальское правительство (союзника по блоку НАТО) о дополнительной полицейской охране, поэтому перед посольством в день атаки находился один полицейский.

## Нападение
Португальский полицейский предупредил турецкого охранника о том, что белый автомобиль появился вновь, и подошёл к автомобилю. В это время участник организации открыл огонь из автомата и ранил полицейского, но был застрелен турецким охранником.
В то время, как португальские полицейские поспешили на место действия, четыре участника организации, которым не удалось проникнуть в здание посольства, ворвались в расположенную рядом резиденцию посла и захватили двух заложников — 42-летнюю жену поверенного в делах посольства Джахиде Мыхчиоглу и её 17-летнего сына Атасая. Участники организации заминировали пластичной взрывчаткой комнату, в которой удерживались заложники, и угрожали взорвать здание, если полиция попытается пойти на штурм.
Здание было окружено полицейскими силами, установившими кордоны и укрывшимися за автомобилями и деревьями во избежание спорадических обстрелов со стороны террористов. На чрезвычайном заседании правительства под председательством премьер-министра Португалии Мариу Суареша было решено впервые использовать недавно сформированное и прошедшее британскую подготовку элитное полицейское подразделение Grupo de Operações Especiais.
Прежде, чем спецподразделения GOE начали операцию, армяне взорвали здание. Ворвавшаяся в здание антитеррористическая группа не встретила сопротивления и обнаружила 6 обгоревших трупов. Помимо трупов четырёх нападавших, были обнаружены тела жены турецкого дипломата и португальского полицейского Мануэля Пачеко.
Выяснилось, что хорошо знакомый с посольством полицейский Мануэль Пачеко услышал об атаке по своей рации и смог проникнуть в комнату, где участники организации удерживали заложников. Во время взрыва он погиб. Однако один из заложников (Атасай) сумел выпрыгнуть из окна первого этажа, хотя и был ранен нападавшими в ногу во время побега.
Официальные лица предположили, что непредвиденное развитие событий и перспективы штурма группой GOE напугали террористов, преждевременно подорвавших здание..

## Последствия
Португальский министр внутренних дел Эдуарду Перейра сказал, что «они явно намеревались удерживать посольство в течение несколько дней, захватив большое число заложников для оказания сильного воздействия на общественное мнение». Полицейское расследование выяснило, что обе машины были заполнены едой и взрывчаткой для длительной осады. По документам, найденным в гостинице, полиция установила личности террористов: Сетрак Аджемян (19 лет), Ара Крджлян (20), Саркис Абраамян (21), Симон Яхнян (21), Ваче Даглян (19).
Ответственность за эту атаку взяла на себя Армянская революционная армия. АРА также заявила о том, что это была самоубийственная акция. Текст письма был передан СМИ. В полученном лиссабонским представительством «Ассошиэйтед Пресс» печатном сообщении, подписанном АРА, было сказано: «Мы решили взорвать это здание и остаться под развалинами. Это не самоубийство, не безумие, но жертва на алтарь свободы». АРА заявила, что атака была следствием «отказа Турции и её союзников признать геноцид армян».
Нападавшие были похоронены в Бейруте на армянском национальном кладбище в Бурдж Хаммуде. Каждый год армянская община Ливана торжественно отмечает дату их смерти.

## В культуре
Участникам Лиссабонской пятёрки посвящены стихотворение Ованеса Шираза «Лиссабонским самосожженным», рассказ «Телефон» Ваге Ошакана, песня Карника Саркисяна «5 հայ սրտերը» («5 армянских сердец»).